# 12M villamos (Budapest)
A budapesti 12M jelzésű villamos a Lehel tér és Rákospalota, Kossuth utca között közlekedett. A viszonylatot a Budapesti Közlekedési Zrt. üzemeltette.

## Története
Az M3-as metró felújítása miatt 2017. november 6-ától hétköznapokon a 12-es villamos helyett 12M jelzéssel új villamosjárat közlekedett a Lehel tér és Rákospalota, Kossuth utca között, három kocsis szerelvényekkel. Eredeti tervek szerint 12B jelzéssel közlekedett volna.
2017. december 21-étől Angyalföld vasútállomásnál is megállt.
2018. március 24-én szombaton is közlekedett a Nyugati pályaudvar lezárása miatt.
2019. március 29-én – a metró északi szakaszának elkészültével – közlekedett utoljára, a 12-es vonalon visszaállt az eredeti forgalmi rend.

## Járművek
A viszonylaton háromkocsis ČKD–BKV Tatra T5C5K típusú villamosok közlekedtek. A viszonylatra a kocsikat Angyalföld kocsiszín biztosította.

## Útvonala
| Lehel tér felé |
| Rákospalota, Kossuth utca vá. – Fő út – Kajár utca – Pozsony utca – aluljáró – Szilágyi utca – Görgey Artúr út – István út – Újpest-Központ – Pozsonyi utca – aluljáró – Béke utca – Béke tér – Lehel utca – Lehel tér M vá. |
| Rákospalota, Kossuth utca felé |
| Lehel tér M vá. – Lehel utca – Béke tér – Béke utca – aluljáró – Pozsonyi utca – István út – Újpest-Központ – Görgey Artúr út – Szilágyi utca – aluljáró – Pozsony utca – Fő út – Rákospalota, Kossuth utca vá.              |

## Megállóhelyei
Az átszállási kapcsolatok között a hétvégén közlekedő 12-es villamos nincs feltüntetve.
| 0  | Lehel tér M végállomás               | 32 | 14M 76 15, 34, 106, 115, M3, M3A |
| 1  | Dévai utca                           | 30 | 14M |
| 3  | Lehel utca / Dózsa György út         | 29 | 14M 75, 79 105 |
| 4  | Hun utca                             | 27 | 14M 105 |
| 6  | Lehel utca / Róbert Károly körút     | 26 | 1, 14M 105 |
| 7  | Béke tér                             | 24 | 14M 32, 105 |
| 8  | Frangepán utca                       | 22 | 14M 105 |
| 10 | Fiastyúk utca                        | 20 | 14M 105 |
| 11 | Rokolya utca                         | 19 | 14M |
| 12 | Gyöngyösi utca                       | 17 | 14M 30, 30A, 230 |
| 13 | Angyalföld vasútállomás              | 16 | 14M 30, 30A, 120, 230 S72 Z72 S76 |
| 15 | Angyalföld kocsiszín                 | 15 | 14M 20E, 30, 30A, 230 |
| 17 | Tél utca / Pozsonyi utca             | 14 | 14M 20E, 25, 30, 30A, 120, 121, 230 |
| 19 | Újpest-Központ M                     | 13 | 14M 25, 30, 30A, 104, 104A, 120, 147, 170, 196, 196A, 204, 220, 230, M3, M3A 308, 309, 310, 313, 314, 315, 316, 317, 318, 319, 320, 321 |
| 20 | Szent István tér (Újpesti piac)      | 11 | 14M 30, 30A, 147, 230 |
| 21 | Kiss Ernő utca                       | 9  | 14M 220 |
| 23 | Újpesti rendelőintézet               | 8  | 14M 20E, 96, 220 |
| 24 | Szülőotthon                          | 7  | 14M 96 |
| 25 | Rákospalota-Újpest vasútállomás      | 5  | 14M 96, 121 S70 G70 S71 G71 |
| 27 | Géza fejedelem tér                   | 2  | 96, 124, 225, 296, 296A |
| 29 | Fő út (↓) Dal utca (↑)               | 1  | |
| 31 | Rákospalota, Kossuth utca végállomás | 0  | 5, 104, 104A, 125, 170, 204, 224, 231                                                                                                   |